# VWA5A
VWA5A‏ (Von Willebrand factor A domain containing 5A) هوَ بروتين يُشَفر بواسطة جين VWA5A في الإنسان.